# Megapyge rufa
Genre
Espèce
Megapyge rufa, unique représentant du genre Megapyge, est une espèce d'araignées aranéomorphes de la famille des Thomisidae.

## Distribution
Cette espèce est endémique du Guyana.

## Publication originale
- Caporiacco, 1947 : Diagnosi preliminari de specie nuove di aracnidi della Guiana Brittanica raccolte dai professori Beccari e Romiti. Monitore Zoologico Italiano, vol. 56, p. 20-34.